# Abzim
Un abzim, també anomenat catmab (de l'anglès catalytic monoclonal antibody, anticòs catalític monoclonal), és un anticòs monoclonal amb activitat catalítica. Les molècules que es modifiquen per adquirir noves activitats catalítiques es diuen sinzimes. Els abzims són normalment constructes artificials, però també es troben en els organismes normals i en humans, com en el cas dels autoanticossos anti-pèptid vasoactiu intestinal, i en el cas del lupus eritematós sistèmic en què els autoanticossos es poden unir a l'ADN i hidrolitzat. Els abzims són potencials eines de biotecnologia, per exemple, per efectuar determinades manipulacions en l'ADN.
Els enzims funcionen disminuint l'energia d'activació de l'estat de transició i catalitzant així la formació d'un intermediari que d'altra manera seria menys favorable entre reactius i productes. Si es desenvolupa un anticòs contra una molècula estable que és semblant a un intermediari inestable d'una altra reacció (que potencialment no està relacionada), l'anticòs desenvolupat s'unirà enzimàticament a ell i s'estabilitzarà l'estat intermediari, catalitzant d'aquesta manera la reacció. D'aquesta manera es produeix un tipus nou d'enzims.
Fins ara, tots els anticossos catalítics produïts només han mostrat una activitat catalítica modesta i feble. Les raons de la baixa activitat catalítica d'aquestes molècules han estat àmpliament discutides. Les possibilitats indiquen que els factors més enllà del lloc d'unió poden tenir un paper important, en particular a través de la dinàmica de proteïnes. Alguns abzims s'han dissenyat per utilitzar ions metàl·lics i altres cofactors per millorar la seva activitat catalítica.